# HGÜ Xianjiaba–Shanghai
Die HGÜ Xianjiaba-Shanghai ist eine Hochspannungs-Gleichstrom-Übertragungsleitung (HGÜ) in der Volksrepublik China zwischen dem Wasserkraftwerk bei der Xiangjiaba-Talsperre an der Grenze zwischen den Provinzen Sichuan (Yibin) und Yunnan (Shuifu) und der im Osten Chinas gelegenen Metropole Shanghai. Die im April 2007 begonnene und im Juli 2010 fertiggestellte Leitung weist bei einer Länge von 2070 km eine Übertragungsleistung von 6400 MW auf, dies entspricht mit Stand 2010 ca. einem Drittel des Spitzenverbrauchs der Metropole Shanghai, und wird von der State Grid Corporation betrieben. Zum Zeitpunkt der Inbetriebnahme war sie die weltweit längste HGÜ-Leitung und ist nach der HGÜ Yunnan–Guangdong die zweite bipolare HGÜ-Anlage Chinas, welche im Endausbau mit einer Betriebsspannung von ±800 kV betrieben wird.
Die westliche Stromrichterstation Fulong und Beginn der Leitung ist ca. 10 km von der Xiangjiaba-Talsperre entfernt (Koordinate: 28° 32′ 47,0″ N, 104° 25′ 04,0″ O) und wird von vier Drehstromsystemen mit je 500 kV von den Wasserkraftwerk der Talsperre gespeist. Die von Siemens errichtete Anlage umfasst zehn Stromrichtertransformatoren.
Die östliche und von ABB errichtete Stromrichterstation Fengxia und Ende der Leitung befindet sich ca. 45 km südöstlich von Shanghai (Koordinate: 30° 55′ 32,0″ N, 121° 46′ 16,0″ O) und speist die elektrische Energie über drei Drehstromsysteme zu je 500 kV in das öffentliche Stromnetz im Großraum Shanghai ein.